# Uriah Phillips Levy
Pour les articles homonymes, voir Levy.
Uriah Phillips Levy (22 avril 1792–26 mars 1862) est le premier américain d'origine juive à être nommé commodore de l'United States Navy. Vétéran de la guerre anglo-américaine de 1812 il est aussi connu pour sa philanthropie. À l'époque, le grade de commodore était le plus haut grade que l'on pouvait obtenir dans l'US Navy et serait approximativement équivalent au grade moderne d'amiral.
Pendant son commandement, il supprime la pratique de la Navy de la flagellation et combat l'antisémitisme qu'il rencontre parmi ses compagnons officiers.
En 1834, Levy achète et commence à restaurer le domaine de Monticello de Thomas Jefferson, le troisième président des États-Unis, situé près de Charlottesville en Virginie. En 1862, il offre le domaine au Congrès des États-Unis, mais sa donation est refusée en raison de la crise due à la période de guerre. En 1879, son neveu Jefferson Monroe Levy rachète le domaine aux autres héritiers et poursuit la restauration et la préservation du domaine. En 1923, la propriété est achetée par la Thomas Jefferson Foundation et transformée en une maison-musée.
En 1834 Uriah Levy fait exécuter en France une statue en bronze de Jefferson qu'il donne au Congrès. Actuellement située sous la rotonde du Capitole, c'est la seule œuvre d'art du Capitole provenant d'un don privé.

## Origines
Levy est né le 22 avril 1792 à Philadelphie en Pennsylvanie de Michael et Rachel Phillips Levy qui ont déjà deux autres enfants. Uriah Levy est proche de son grand-père maternel Jonas Phillips qui a émigré aux États-Unis en 1756 d'Allemagne et combattu dans la milice de Philadelphie pendant la Révolution américaine. Un de ses arrière-arrière-grands-pères maternels, Dr Samuel Nunes Riberio, était un médecin portugais qui faisait partie d'un groupe de 42 Juifs séfarades qui s'échappèrent des griffes de l'Inquisition au début du XVIe siècle et émigrèrent en Angleterre, où ils s'installèrent. Les descendants de ce groupe quittèrent Londres en 1733 et furent parmi les fondateurs de Savannah (Géorgie), où ils vécurent pendant des générations.
Le plus jeune frère d'Uriah Levy, Jonas Phillips Levy deviendra négociant et capitaine de navire. Il sera le père de cinq enfants dont le membre du Congrès Jefferson Monroe Levy.

## Carrière navale
L'histoire familiale raconte que le jeune Levy s'est échappé de la maison familiale à dix ans et qu'il s'est engagé comme garçon de cabine sur différents navires, retournant à Philadelphie à l'âge de 13 ans pour sa Bar Mitzvah. En 1806, il entre en apprentissage pour devenir marin.
Plus tard, il est nommé navigateur dans l'US. Navy et combat les corsaires barbaresques. En 1812, à 21 ans, il se porte volontaire pour la guerre contre l'Angleterre où il est navigateur surnuméraire sur le brick  USS Argus, qui va bloquer les bateaux anglais dans la Manche. L'Argus va capturer plus de vingt navires, mais est à son tour capturé, son capitaine tué et l'ensemble de l'équipage, y compris Levy, fait prisonnier. Emprisonnés en Grande-Bretagne pendant seize mois, ils ne sont libérés qu'à la fin de la guerre. Pendant sa captivité, Levy a des difficultés pour obtenir un subside et une liberté conditionnelle en raison de son statut de navigateur surnuméraire que la Royal Navy britannique ne comprend pas.
À son retour aux États-Unis, Levy va servir à bord du navire de ligne USS Franklin comme second maître. Il est promu au grade de lieutenant en 1817, de master commandant (sensiblement équivalent au capitaine de frégate) en 1837 et de captain en 1844.
Pendant son affectation dans l'U.S. Navy, Levy fait face à de l'antisémitisme répété. Il réagit vivement aux affronts et est envoyé six fois en cour martiale, et une fois rétrogradé de son grade de capitaine. Par deux fois il est renvoyé de la Navy, mais réintégré. Il défend sa conduite devant une commission d'enquête de la Navy et en 1855, il est rétabli dans son grade antérieur. Plus tard, en reconnaissance de ses capacités supérieures, Levy commande la flotte de la Méditerranée. Il est promu au grade de commodore, à l'époque le grade le plus élevé de l'US Navy.
À son poste de commodore, Levy fait preuve de justice et d'humanité. Il contribue à l'abolition de la flagellation dans la Navy, bien qu'à l'époque sa position soit considérée comme discutable. En plus de changer les pratiques dans la Navy, Levy obtient le support du Congrès qui vote une loi anti-flagellation en 1850.

## Activités philanthropiques
Levy s'enrichit en investissant dans le marché immobilier new-yorkais alors en pleine ébullition, et utilise sa fortune pour supporter de nombreuses œuvres philanthropiques, dont beaucoup pour venir en aide aux Juifs américains et aux institutions juives. Il est élu président de la Washington Hebrew Congregation à Washington (district de Columbia). En 1854, il finance le séminaire israélite de l'Institut éducatif du Bnai Jeshurun de New York.
En 1833, la ville de New York lui fait présent des clés de la ville après qu'il lui a offert une copie de la statue de Thomas Jefferson qu'il avait commandée à Paris au sculpteur David d'Angers. Levy est loué pour « son caractère, son patriotisme et son esprit public ».
Levy est enterré au cimetière juif de Beth Olom à Brooklyn, associé à la synagogue espagnole et portugaise dont il était un des plus éminents fidèles.

## Monticello

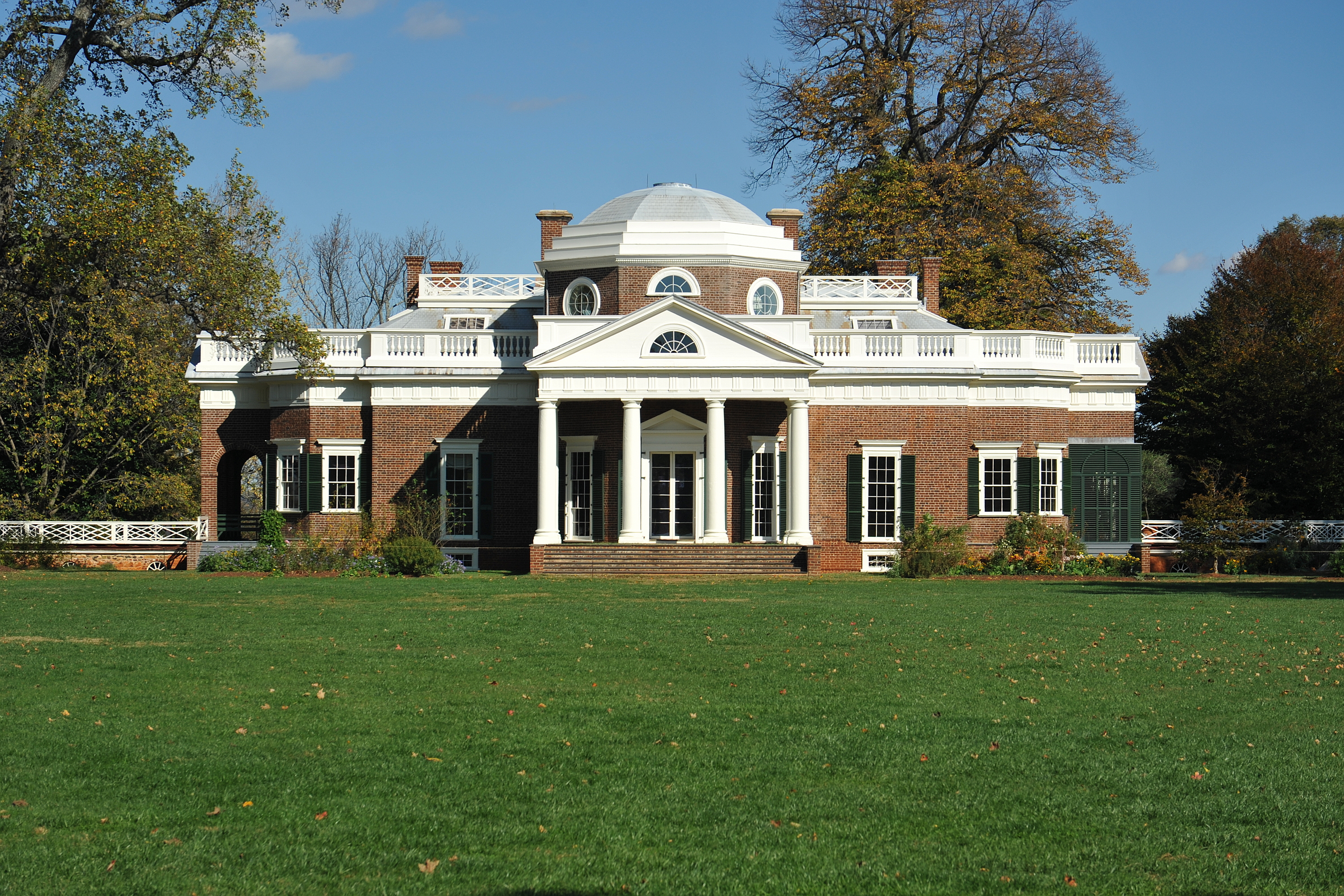
La demeure de Monticello

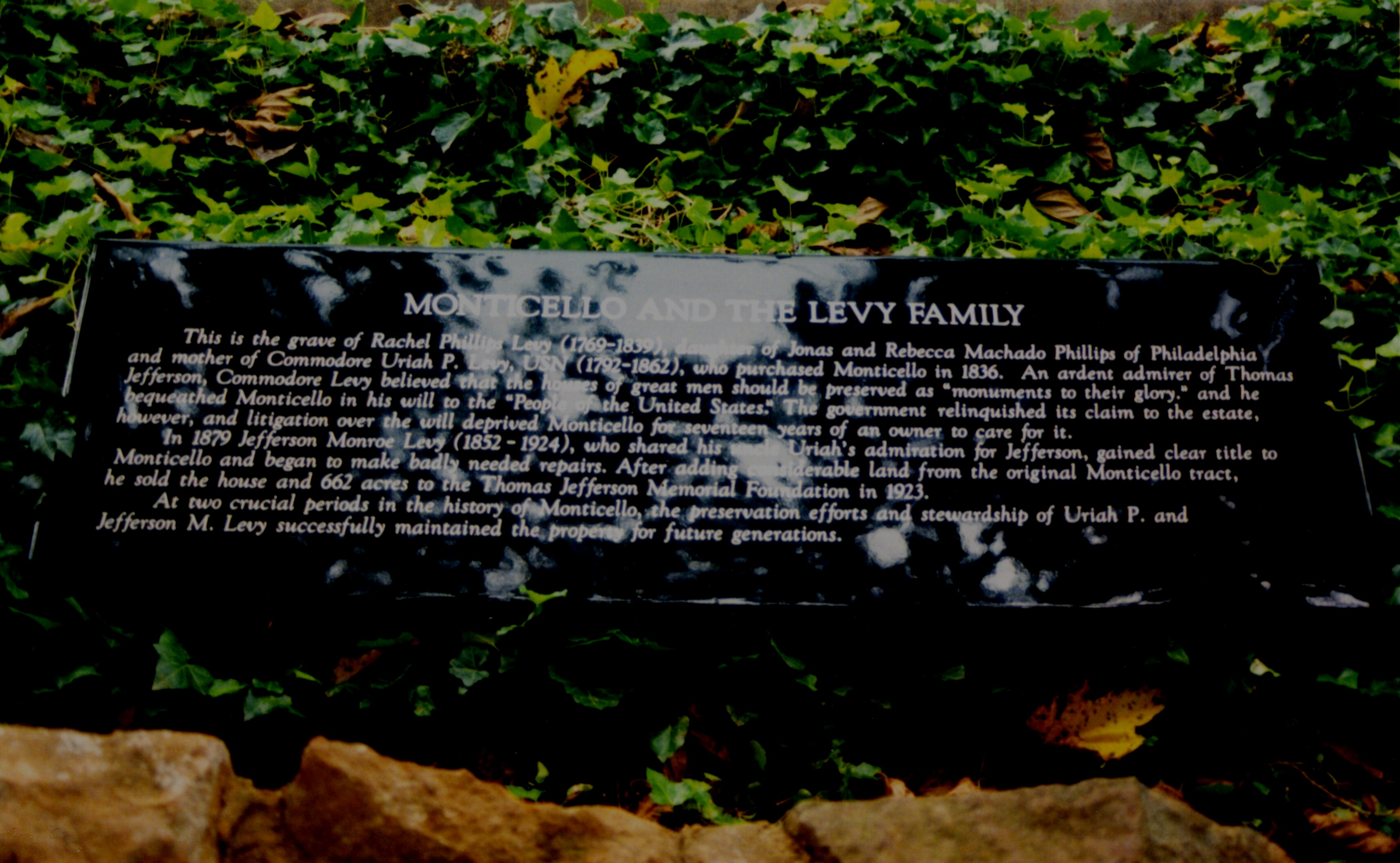
Plaque à la mémoire de la famille Levy à Monticello

En 1834, Levy achète pour 2 500 dollars à Barclay, un pharmacien, la plantation en déclin de Monticello ayant appartenu à Jefferson. Ce dernier avait laissé à sa mort en 1826, sa demeure à sa fille Martha Jefferson Randolph. Le domaine était grevé de plus de 100 000 dollars de dettes et Martha Randolph avait, en plus, d'autres difficultés financières familiales dues aux dettes de son mari. Elle fut donc forcée de vendre progressivement des parcelles de la plantation ainsi que la presque totalité du mobilier et des objets de la demeure. En 1831, elle vend le domaine de Monticello à James Turner Barclay, un pharmacien de Charlottesville.
Levy est un grand admirateur de Thomas Jefferson pour sa conception de la liberté de religion. Il affirme : 
« Je considère Thomas Jefferson comme un des plus grands hommes de l'histoire, l'auteur de la Déclaration d'indépendance et un démocrate absolu. Il représente une inspiration pour des millions d'Américains. Il a fait beaucoup pour modeler notre République de façon que la religion d'un homme ne le rende pas inéligible à la vie politique ou gouvernementale. »
Après l'achat du domaine, Levy entreprend une réparation, restauration et préservation complète de la demeure, longtemps négligée. Il achète en plus 2 500 acres supplémentaires (soit plus de 1 000 hectares) qui appartenaient précédemment à la plantation. Il fait visiter fièrement la propriété aux visiteurs. Levy ne va jamais faire de Monticello sa résidence permanente, car sa carrière dans la Navy et ses responsabilités professionnelles le retiennent principalement à New York. Il se sert de Monticello comme d'une maison de vacances et y  installe en 1837 sa mère, devenue veuve. Elle devient alors l'intendante du domaine jusqu'à sa mort en 1839. Elle est enterrée à proximité de l'allée menant à la demeure.
Dans son testament, Levy lègue Monticello au peuple américain pour en faire une école agricole pour les orphelins des sous-officiers de la Navy. À sa mort en 1862, le Congrès refuse la donation en raison de la crise causée par la guerre de Sécession. Pendant la guerre, le gouvernement confédéré confisque la propriété et la vend. Les avocats gérant les biens de Levy récupèrent la propriété après la guerre.
À la suite de deux procès intentés par 47 membres de la famille contre le testament de Levy, son neveu Jefferson Monroe Levy rachète, en 1879, le domaine aux autres héritiers et devient propriétaire de Monticello. Pendant la guerre et les deux interminables procès, la propriété a été négligée, et Jefferson Levy dépense des sommes considérables pour restaurer et entretenir le domaine. En 1923, il vend Monticello à une fondation privée sans but lucratif, la Thomas Jefferson Foundation (appelée alors la Thomas Jefferson Memorial Foundation) qui transforme la demeure et les bâtiments annexes en un musée. De nouveaux travaux de restauration et de préservation sont alors effectués.
Le rôle joué par la famille Levy pour la préservation du domaine de Monticello a été minimisé par la Thomas Jefferson Foundation pendant la plus grande partie du XXe siècle. Les historiens pensent que cela est dû à de l'antisémitisme parmi son comité et ses membres, bien que Levy ait eu des racines dans le Sud depuis 1733. Ce n'est qu'à partir des années 1980 que les faits ont été établis sur les rôles très importants d'Uriah Phillips Levy et de son neveu Jefferson Monroe Levy dans la restauration et la préservation de Monticello pour le public américain.
En 1985, la Thomas Jefferson Foundation restaure la tombe de Rachel Levy et organise une cérémonie spéciale pour remercier les descendants de la famille Levy. Depuis, la fondation a, à de nombreuses reprises, accueilli les membres de la famille et en 2001 a édité un livre sur le rôle de la famille Levy dans la sauvegarde de la plantation.

## La statue de Jefferson
Levy commande à David d'Angers une statue en bronze du président Jefferson alors qu'il étudie en France les tactiques navales. Il offre cette statue au Congrès en 1834. Cette statue, située dans la rotonde du Capitole est la seule œuvre d'art du Congrès offerte par une personne privée. Toutes les autres ont été commandées par le Congrès ou par les États.

## Son mariage
Levy ne se marie qu'une seule fois, à l'âge de 61 ans. Il épouse sa jeune nièce Virginia Lopez, alors âgée de seulement 18 ans.

## Hommages posthumes

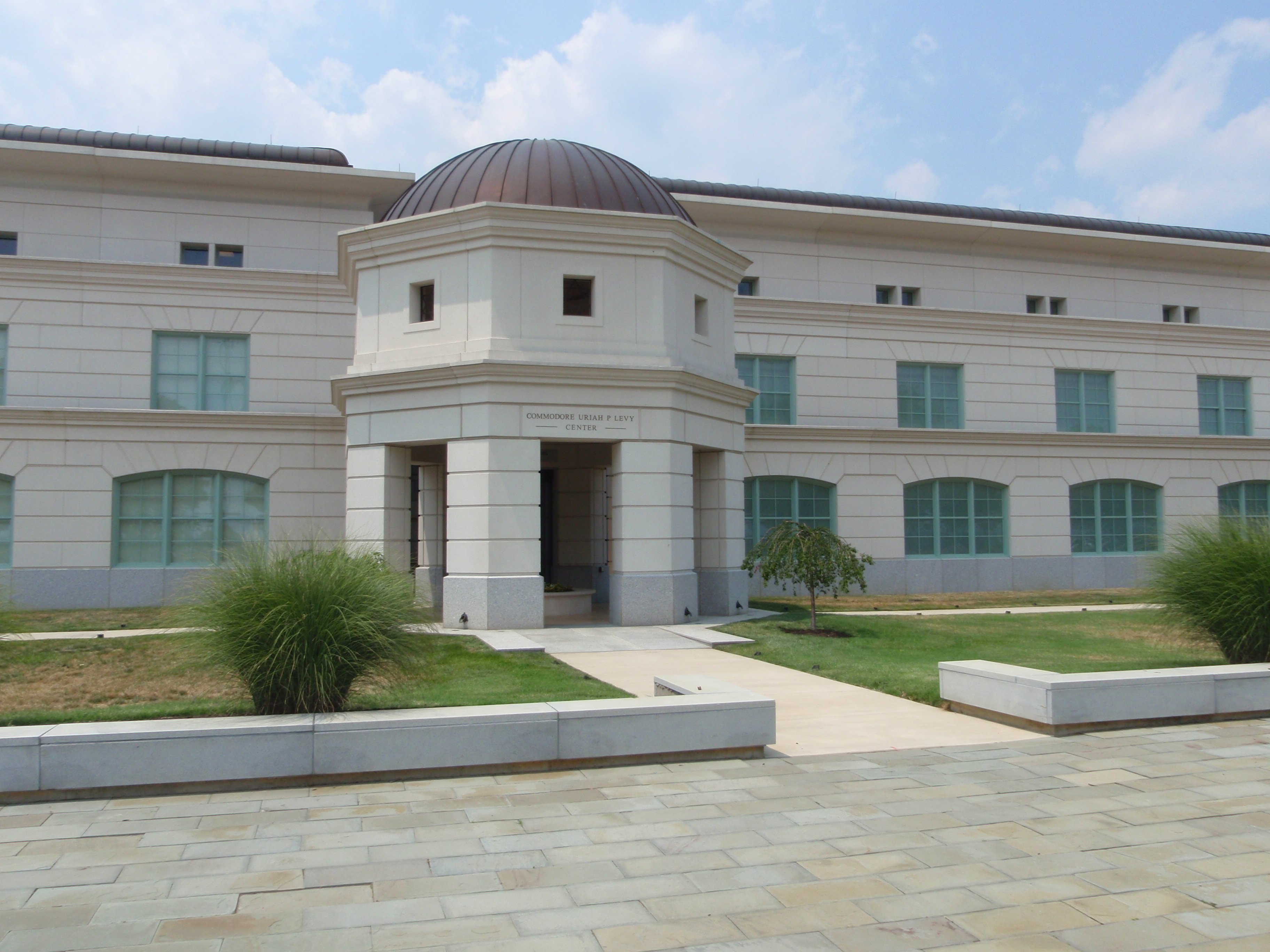
le Centre et Oratoire juif Commodore Uriah P. Levy à l'Académie navale d'Annapolis (Maryland)

- 1943 : la frégate Levy (DE-162) est nommée en son honneur.
- 1959 : l'oratoire juif de la base navale de Norfolk en Virginie est renommée Oratoire Commodore Levy en l'honneur d'Uriah P. Levy.
- 1988 : Uriah P. Levy est inscrit dans le Jewish-American Hall of Fame[7] (Temple de la renommée).
- 2001 : la Thomas Jefferson Foundation édite The Levy Family and Monticello 1834-1923, une histoire de la contribution de près d'un siècle de famille Levy pour la sauvegarde de Monticello.
- 2005 : le Centre et Oratoire juif Commodore Uriah P. Levy est inauguré à l'Académie navale d'Annapolis dans le Maryland en son honneur.